# Daan de Groot

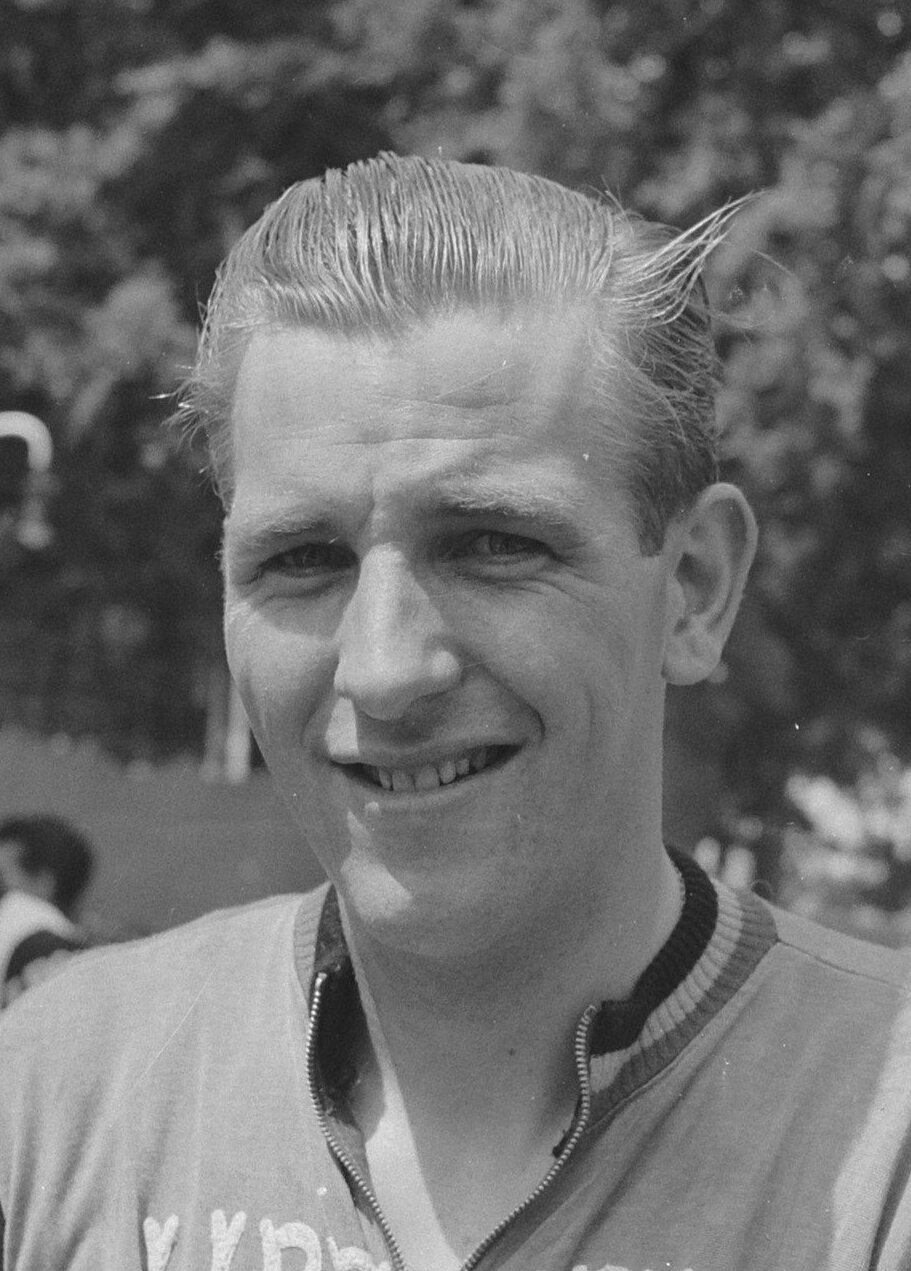
Daan de Groot (1959)

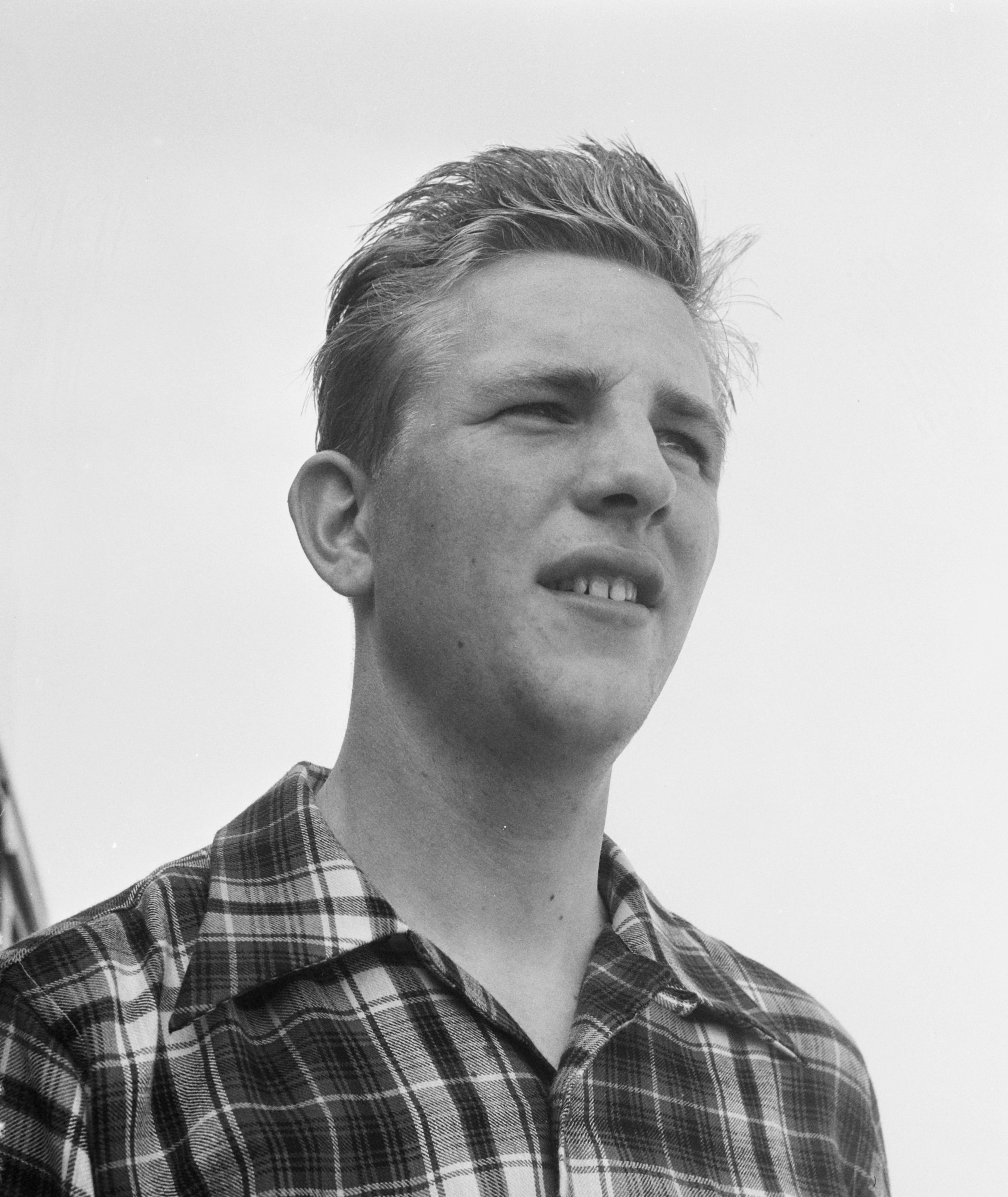
Daan de Groot (1952)

Daan de Groot (Daniël de Groot) (* 25. Mai 1933 in Amsterdam; † 8. Januar 1982 ebenda) war ein niederländischer Radrennfahrer.

## Werdegang
Daan de Groot begann mit dem Fahrradfahren, als er für seinen Vater, einen Gemüsehändler in Amsterdam, Waren mit dem Rad auslieferte. 1952 nahm er an den Olympischen Spielen in Helsinki mit dem niederländischen Bahnvierer an der Mannschaftsverfolgung teil, der jedoch im Viertelfinale ausschied. Im selben Jahr gewann er eine Etappe der  Internationalen Friedensfahrt und wurde Fünfter der Gesamtwertung. Noch als Amateur wurde er 1953 Dritter bei den Bahn-Weltmeisterschaften in der Einerverfolgung.
Seine Profi-Karriere startete de Groot 1954; in den folgenden Jahren war er auf Bahn wie auf Straße erfolgreich. Viermal nahm er an der Tour de France teil, 1956 erreichte er seine beste Platzierung mit einem 15. Rang in der Gesamtwertung; im selben Jahr wurde er Niederländischer Meister in der Einerverfolgung. Dreimal startete er beim Giro d’Italia, und 1958 trug er drei Tage lang das Führungstrikot bei der Vuelta a España.
Über de Groot kursieren einige Anekdoten: So soll er bei der Tour de France 1955 derart unter der Hitze gelitten haben, dass er sich Kohlblätter von einem Feld nahm, um sich diese auf Kopf und Nacken zu legen. Trotzdem gelang ihm ein Ausreißversuch, und er gewann die 13. Etappe von Millau nach Albi mit mehr als 20 Minuten Vorsprung. Als ihm Teamleiter Kees Pellenaars über die Zeitung ausrichten ließ, er müsse härter trainieren, sonst würde er zur nächsten Tour nicht mitgenommen, soll er gesagt haben: „Dann bleibe ich doch schön zuhause.“
Daan de Groot beendete seine Profilaufbahn 1961 und arbeitete dann als Taxifahrer. 1982 beging er Selbstmord, ein Jahr nach dem Tod seiner Frau.
De Groots Schwester Janny nahm als Schwimmerin an den Olympischen Spielen 1948 teil.

## Palmarès
| (Zusammenfassung) |        |                                                      |
| Jahr              | Erfolg | Rennen                                               |
| 1952              | 2.     | 03. Etappe Friedensfahrt                             |
| 1952              | Sieger | 11. Etappe Friedensfahrt                             |
| 1953              | 3.     | Weltmeisterschaft, Bahn, Verfolgung, Zürich          |
| 1954              | Sieger | Omloop der Kempen                                    |
| 1955              | 2.     | Nationalmeisterschaft, Bahn, Verfolgung, Niederlande |
| 1955              | 2.     | 01. Etappe Giro d’Italia                             |
| 1955              | 5.     | 04. Etappe Giro d’Italia                             |
| 1955              | Sieger | 13. Etappe Tour de France                            |
| 1956              | Sieger | Nationalmeisterschaft, Bahn, Verfolgung, Niederlande |
| 1956              | Sieger | 04. Etappe Belgien-Rundfahrt                         |
| 1956              | 3.     | 05. Etappe Tour de France                            |
| 1956              | 3.     | 08. Etappe Tour de France                            |
| 1956              | 2.     | 14. Etappe Tour de France                            |
| 1957              | 2.     | Nationalmeisterschaft, Bahn, Verfolgung, Niederlande |
| 1957              | Sieger | Nuth                                                 |
| 1957              | 2.     | 5. Etappe Giro d’Italia                              |
| 1957              | 3.     | 5. Etappe Tour de France                             |
| 1958              | 3.     | Den Haag                                             |
| 1959              | 3.     | Nationalmeisterschaft, Bahn, Verfolgung, Niederlande |
| 1959              | 2.     | 1. Etappe Tour de France                             |
| 1960              | 2.     | Nationalmeisterschaft, Bahn, Verfolgung, Niederlande |
| 1961              | 2.     | Nationalmeisterschaft, Bahn, Verfolgung, Niederlande |
| 1961              | 2.     | 5. Etappe, Teil b, Ronde van Nederland               |
| 1961              | 3.     | 3. Etappe Ronde van Nederland                        |